# Mullbergstjärnen, Hälsingland
Mullbergstjärnen är en sjö i Härjedalens kommun i Hälsingland och ingår i Ljusnans huvudavrinningsområde.